# Cisaat (Campaka)
Cisaat is een bestuurslaag in het regentschap Purwakarta van de provincie West-Java, Indonesië. Cisaat telt 3349 inwoners (volkstelling 2010).